# Laufey (sångare)
Laufey Lín Bing Jónsdóttir, född 23 april 1999 i Reykjavík, mer känd som Laufey, är en isländsk sångerska och låtskrivare. Hon blev känd i början av 2020-talet med sina framgångar som jazzinfluerad popartist, inklusive kritiker som noterade hennes framgång med jazzinspirerad musik, trots nedgången av denna genre. 

## Biografi
Laufey Lín Bing Jónsdóttir föddes den 23 april 1999 i Reykjavík, Island av en isländsk far och kinesisk mor. Hennes mor är klassisk violinist och hennes morfar, Lin Yaoji, var en violinpedagog vid Central Conservatory of Music i Kina, vilket Laufey tillskriver som en del av hennes kärlek till musik. Hon har en identisk tvillingsyster som heter Júnía Lín Jónsdóttir, som är violinist och fungerar som hennes kreativa ledare. Laufey började lära sig piano vid fyra års ålder och cello vid åtta års ålder. Vid 15 års ålder uppträdde Laufey som cellosolist med Islands symfoniorkester. Hon deltog också i 2014 års upplaga av Ísland Got Talent där hon slutade som finalist. Året därpå dök hon även upp som tävlande på The Voice Ísland och nådde semifinal. Den 6 april 2020 släppte Laufey sin debutsingel Street by Street. Singeln nådde nummer 1 på de isländska radiolistorna. Hennes första EP, Typical for Me, släpptes därefter den 30 april 2021.

## Diskografi

### Studioalbum
- 2022 – Everything I Know About Love
- 2023 – Bewitched

### Livealbum
- 2023 – A Night at the Symphony

### EP-skivor
- 2021 – Typical Of Me
- 2022 – The Reykjavík Sessions
- 2022 – A Very Laufey Holiday!
- 2023 – A Christmas With You, med Norah Jones